# یاکسونک
یاکسونک (به لاتین: Jaksonek) یک روستا در لهستان است که در گمینا الکساندروو (استان ووتسکی) واقع شده‌است. یاکسونک ۱۸۰ نفر جمعیت دارد.